# Culombímetro de mercurio
El culombímetro de mercurio es un dispositivo de química electroanalítica que utiliza mercurio para determinar la cantidad de materia transformada (en culombios) mediante la reacción siguiente: 
{\displaystyle Hg^{2+}+2e^{-}=Hg^{0}\,}
Estos procesos de oxidación/reducción tienen una eficiencia del 100 % con la amplia gama de las densidades de corriente. La medida de la cantidad de electricidad (culombios) que ha circulado se basa en los cambios de masa del electrodo de mercurio. La masa del electrodo puede aumentarse la deposición catódica de los iones de mercurio o disminuir durante la disolución anódica del metal. 
{\displaystyle Q={\frac {\Delta \ m*2*F}{M}}},
donde 
Q -cantidad de electricidad (culombios);
{\displaystyle \Delta \ m} - cambio de masa (g);
F – constante de Faraday (96485 culombios.Mol– 1) y
M la masa molar de mercurio: (200,59 gMol– 1);

## Construcción

Principio de funcionamiento del culombímetro de mercurio. Haga clic aquí para ampliar.

Este columbímetro tiene diferentes construcciones, pero todas ellas se basan en mediciones de masa. Una de las construcciones más importantes se muestra en la imagen. Se compone de dos depósitos conectados por un delgado capilar graduado. Todo el sistema contiene una solución de iones de mercurio (II). Cada uno de los depósitos tienen un electrodo sumergido en una gota de mercurio. Otra pequeña gota de mercurio se introduce en el capilar. Cuando la corriente está encendida, se iniciará la disolución del mercurio metálico en un lado de la gota en el capilar y la deposición en el otro lado de la misma gota. Esta gota comienza a moverse. Debido a la eficiencia del 100 % de la deposición/disolución del mercurio, bajo la influencia de la corriente, la masa o volumen de esta pequeña gota permanecerá constante y su movimiento se correlacionará linealmente con la carga eléctrica que ha pasado. Si cambia la dirección de la corriente, la gota comienza a moverse en dirección opuesta. se inicia la caída de moverse en dirección opuesta. La sensibilidad de este tipo de culombímetros depende del diámetro del capilar. La rotura accidental del culombímetro puede liberar el mercurio e inducir el envenenamiento por mercurio.